# プラムローチャー
プラムローチャー（梵: प्रम्लोचा, Pramlocā, 英: Pramlocha）は、インド神話に登場するアプサラスである。プランローチャーとも表記される。聖仙カンドゥとの間に娘マーリシャーを生んだ。またプラムローチャーは天を駆ける太陽神スーリヤの戦車に乗る12のアプサラスの1人とされる。

## 神話
プラムローチャーは聖仙カンドゥの苦行を妨げたことで知られる。『ヴィシュヌ・プラーナ』によると、カンドゥの苦行の成就を恐れた神々の王インドラは、カンドゥ仙を邪魔するべくプラムローチャーを送り込んだ。プラムローチャーはカンドゥ仙を魅了し、150年もの間、カンドゥ仙と生活をともにして、聖仙の注意を苦行からそらすことに成功した。150年後、プラムローチャーは天界に帰る許可を求めたが、カンドゥ仙はもうしばらく地上に留まることを求めた。そこでプラムローチャーはさらに100年間留まった。その後、彼女は再び天界に帰る許可を求めたが、カンドゥ仙は再び留まることを望んだ。こうしたやり取りが何度も繰り返され、プラムローチャーはそのたびに自分を愛するカンドゥ仙のもとを離れる苦しみから、またカンドゥ仙に呪われる恐れから地上に留まり続けるうちに、1000年近くもの年月をカンドゥ仙とともに過ごした。ところがカンドゥ仙にとっては、その年月はまるで1日のように感じられた。そこであるとき、カンドゥ仙がどのくらいの時間が過ぎたのかを問い質すと、プラムローチャーは907年6か月と3日であると答えた。驚いたカンドゥ仙は、苦行が中断されたことを悟り、プラムローチャーを非難し始めた。しかし自分自身に原因があることを理解していたカンドゥは、怒りつつもプラムローチャーを炎で灰にすることはせず、立ち去るように言った。聖仙の非難を震えながら聞いていた彼女はその言葉で逃げるように聖仙の庵を去った。彼女は空中を飛んで木々を渡り歩き、木の葉で汗をぬぐった。そのとき、身ごもっていたカンドゥ仙の子供が汗となって流れ出た。そして木々が彼女の雫を受け止め、風がそれらを1つに集め、そこから1人の美しい娘マーリシャーが現れた。